# 沃底乡
沃底乡，是中华人民共和国四川省凉山彝族自治州盐源县下辖的一个乡镇级行政单位。

## 行政区划
沃底乡下辖以下地区：
瓦渣村、黑支落村、大湾子村、甲拉村、曲米村、巴拉喜村和大圈村。